# National Hockey League 1927/1928
National Hockey League 1927/1928 var den elfte säsongen av NHL. 10 lag spelade 44 matcher var i grundserien innan spelet om Stanley Cup inleddes den 27 mars 1928. Stanley Cup vanns av New York Rangers som tog sin första titel efter finalseger mot Montreal Maroons med 3-2 i matcher.
Toronto St. Patricks bytte inför säsongen namn till Toronto Maple Leafs.

## Grundserien

### Canadian Division
| Nr | Lag                 | S  | V  | O  | F  | GM  | IM  | MS  | P  |
| -- | ------------------- | -- | -- | -- | -- | --- | --- | --- | -- |
| 1  | Montreal Canadiens  | 44 | 26 | 7  | 11 | 116 | 48  | +68 | 59 |
| 2  | Montreal Maroons    | 44 | 24 | 6  | 14 | 96  | 77  | +19 | 54 |
| 3  | Ottawa Senators     | 44 | 20 | 10 | 14 | 78  | 57  | +21 | 50 |
| 4  | New York Americans  | 44 | 18 | 8  | 18 | 89  | 88  | +1  | 44 |
| 5  | Toronto Maple Leafs | 44 | 11 | 6  | 27 | 63  | 128 | −65 | 28 |

### American Division
| Nr | Lag                 | S  | V  | O  | F  | GM | IM  | MS  | P  |
| -- | ------------------- | -- | -- | -- | -- | -- | --- | --- | -- |
| 1  | Boston Bruins       | 44 | 20 | 11 | 13 | 77 | 70  | +7  | 51 |
| 2  | New York Rangers    | 43 | 19 | 8  | 16 | 94 | 79  | +15 | 46 |
| 3  | Pittsburgh Pirates  | 44 | 19 | 8  | 17 | 67 | 76  | −9  | 46 |
| 4  | Chicago Black Hawks | 44 | 19 | 6  | 19 | 88 | 79  | +9  | 44 |
| 5  | Detroit Cougars     | 44 | 7  | 3  | 34 | 68 | 134 | −66 | 17 |

## Poängligan 1927/1928
Not: SM = Spelade matcher, M = Mål, A = Assists, P = Poäng
| Spelare             | Lag                                   | SM | M  | A  | P  |
| ------------------- | ------------------------------------- | -- | -- | -- | -- |
| Howie Morenz        | Montreal Canadiens                    | 43 | 33 | 18 | 51 |
| Aurèle Joliat       | Montreal Canadiens                    | 44 | 28 | 11 | 39 |
| Frank Boucher       | New York Rangers                      | 44 | 23 | 12 | 35 |
| George Hay          | Detroit Cougars                       | 42 | 22 | 13 | 35 |
| Nels Stewart        | Montreal Maroons                      | 41 | 27 | 7  | 34 |
| Art Gagné           | Montreal Canadiens                    | 44 | 20 | 10 | 30 |
| Bun Cook            | New York Rangers                      | 44 | 14 | 14 | 28 |
| Bill Carson         | Toronto Maple Leafs                   | 32 | 20 | 6  | 26 |
| Frank Finnigan      | Ottawa Senators                       | 38 | 20 | 5  | 25 |
| Bill Cook           | New York Rangers                      | 43 | 18 | 6  | 24 |
| Gordon "Duke" Keats | Detroit Cougars / Chicago Black Hawks | 38 | 14 | 10 | 24 |

## Slutspelet 1928
Sex lag gjorde upp om Stanley Cup-pokalen. De båda ettorna i serierna var direktkvalificerade till semifinalen. 
Tvåorna och treorna spelade kvartsfinaler i bäst av två matcher där det lag som gjort flest mål gick till semifinal. Semifinalerna spelades i bäst av två matcher där det lag som gjort flest mål gick till final. Finalserien spelades i bäst av fem matcher.

### Kvartsfinal
Montreal Maroons vs. Ottawa Senators
Montreal Maroons vann serien med 3-1 i målskillnad.
New York Rangers vs. Pittsburgh Pirates
New York Rangers vann serien med 6-4 i målskillnad.

### Semifinal
Montreal Canadiens vs. Montreal Maroons
Montreal Canadiens vann semifinalserien med 3-2 i målskillnad.
Boston Bruins vs. New York Rangers
New York Rangers vann semifinalserien med 5-2 i målskillnad.

## Stanley Cup-final
Montreal Maroons vs. New York Rangers
New York Rangers vann serien med 3-2 i matcher
Fotnot: Alla finalmatcherna spelades i Forum, Montreal eftersom det var cirkus i Madison Square Garden i New York.

## NHL Awards
| 1927–28 NHL Awards      | 1927–28 NHL Awards                    |
| ----------------------- | ------------------------------------- |
| O'Brien Trophy:         | Montreal Canadiens                    |
| Prince of Wales Trophy: | Boston Bruins                         |
| Hart Memorial Trophy:   | Howie Morenz, Montreal Canadiens      |
| Lady Byng Trophy:       | Frank Boucher, New York Rangers       |
| Vezina Trophy:          | George Hainsworth, Montreal Canadiens |